# Marius Lindvik
Marius Lindvik, född den 27 juni 1998, är en norsk backhoppare.
Han tog OS-guld i herrarnas backhoppning i stor backe vid de olympiska backhoppningstävlingarna 2022. Vid VM i nordisk skidsport 2025 tog han guld i backhoppningens normalbacke och i den mixade lagtävlingen. Lindvik tog även brons med det norska herrlaget. Lindvik var på väg att ta silver individuellt i stor backe under mästerskapet men diskades efteråt på grund av att hans dräkt inte följde reglementet.